# Thomas Schoppe

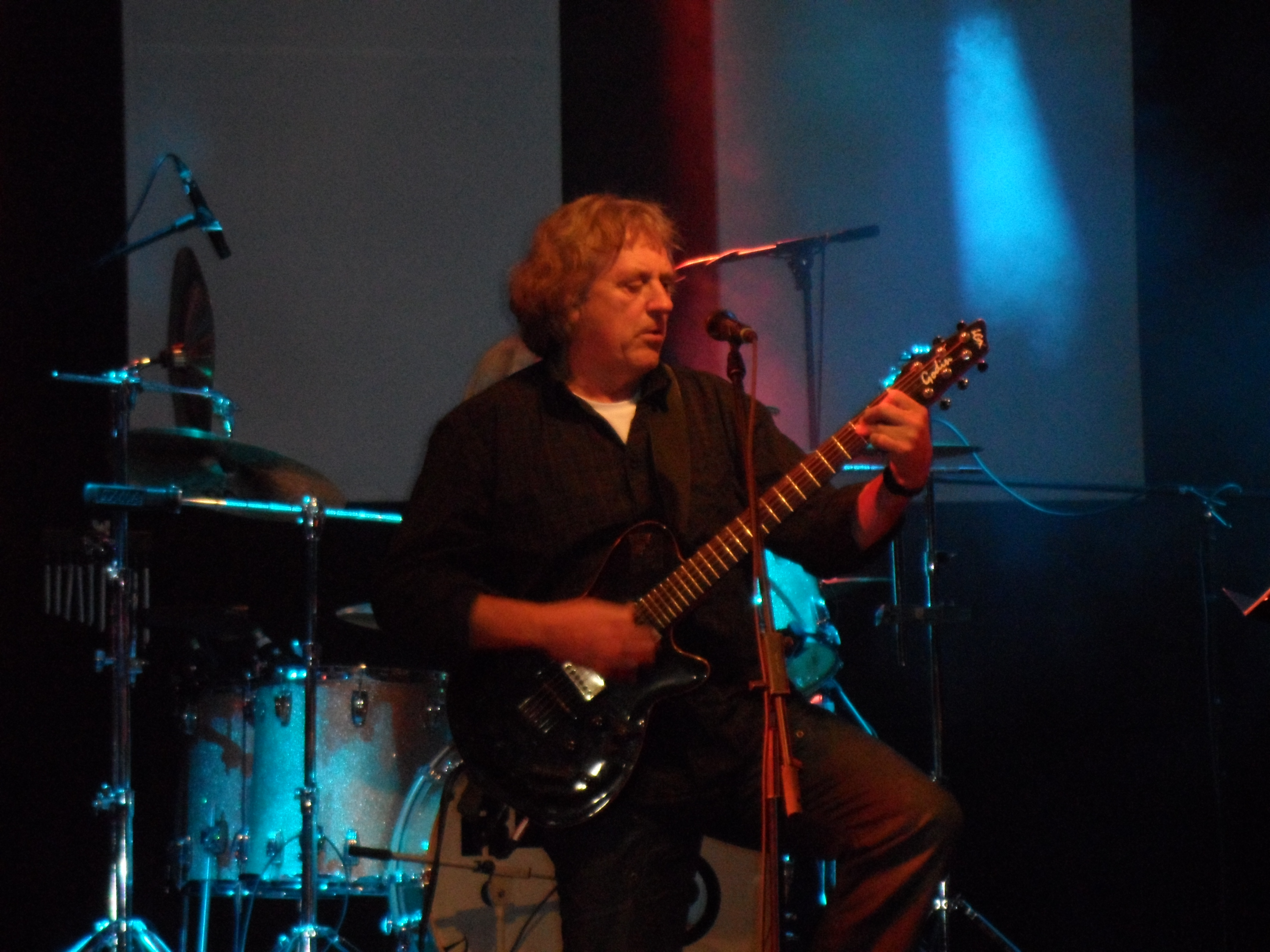
Thomas Schoppe mit Renft beim Altstadtfest 2012 in Frankfurt (Oder)

Thomas „Monster“ Schoppe (* 28. Juni 1945 in Eisleben) ist ein deutscher Gitarrist, Komponist und Sänger der Klaus Renft Combo.

## Leben
Schoppe wuchs ab 1948 in Leipzig auf. 1967 begann er eine Lehre als Feinmechaniker
beim VEB Medizintechnik in Leipzig. Ab 1967 war Schoppe Sänger und Gitarrist des Axel-Kühn Quintett.
1970 stieg er bei der Klaus Renft Combo ein und komponierte unter anderem die Hits Gänselieschen, Als ich wie ein Vogel war, Rockballade vom kleinen Otto und Ermutigung. Seinen Namen Monster erhielt Schoppe durch seinen in der Renft Combo gecoverten Titel Monster von Steppenwolf.
Nach Verbot der Gruppe Renft 1975 und Unterzeichnung der Protestresolution gegen die Ausbürgerung Wolf Biermanns 1976, übersiedelte er 1978 nach Berlin (West). Dort spielte er 1980, neben Klaus Renft und Christiane Ufholz, in der von Eberhard Klunker und Olaf Wegener gegründeten Band Windminister.
Schoppe spielte 1990 zur Wiedervereinigungstournee bei Renft. Nachdem Klaus Renft 1996 die Band wegen interner Differenzen verlassen musste und er die Namensrechte für sich beanspruchte, firmierte Schoppe die Band vorübergehend als Monsters Renft. 1998, zum 40. Bühnenjubiläum von Renft, stand Schoppe noch einmal mit der kompletten Renft-Besetzung von 1975 auf der Bühne. Schoppe und seine Band legten den Namen Monsters Renft ab und tourten 1999 als Thomas 'Monster' Schoppe und Band. Noch im selben Jahr erschienen seine CD Kampf um Liebe und die Single Der Augenblick. Gastauftritte folgten unter anderem bei Engerling, Jonathan Blues Band und Renft, bei der er seit 2005 wieder festes Mitglied ist.
Der Fall der Berliner Mauer 1989 inspirierte Schoppe 2006 zu seiner Maxi-CD Die Mauer. Im Song geht es um eine Liebe Ende der 1960er Jahre, die an der Mauer scheiterte. In den ersten beiden Interpretationen, eine gesungen von Schoppe und die andere von Meike Jürgens, werden die unterschiedlichen Gesichtspunkte der damals Beteiligten dargestellt. Die dritte Version ist ein Duett mit Gitarrenbegleitung.
Schoppe lebt heute in Zeulenroda.

## Diskografie
- 1972: hallo Nr. 4
- 1973: Klaus Renft Combo
- 1974: RENFT
- 1980: Rock aus Leipzig RENFT-COMBO Live
- 1989: Die Frühen Jahre RENFT
- 1990: RENFT LIVE 1990
- 1996: renft live in concert
- 1999: Der Augenblick,
- 2006: Die Mauer, Choice of Music (H'ART)
- 2010: RENFT GOES ON